# Nueva Esperanza (Suyo)
Nueva Esperanza es un caserío peruano ubicado en el distrito de Suyo, perteneciente a la provincia de Ayabaca del departamento de Piura, al norte del Perú. 

## Ubicación
Nueva Esperanza se ubica al noroeste de la provincia de Ayabaca, en el distrito de Suyo, en el departamento de Piura. Se ubica cerca a la frontera ecuatoriana-peruana.

## Demografía
En 2017 Nueva Esperanza tenía una población de 188 habitantes.
| Gráfica de evolución demográfica de Nueva Esperanza entre 1993 y 2017 |
|                                                                       |
| Fuentes: Población 1993 y 2017                                        |